# Simone Deveaux
Simone Deveaux is een personage uit de Amerikaanse televisieserie Heroes.

## Personage
Simone Deveaux woont en werkt in New York en heeft een relatie met de artiest Isaac Mendez. Haar baan bestaat uit kunstwerken uit te zoeken en deze aan te leveren aan geïnteresseerden. Ze is vooral een belangrijke tussenpersoon die Isaacs kunst levert aan Mr. Linderman.
Ze probeert Isaac steeds te helpen om af te kicken van zijn heroïneverslaving, maar hij wil niet naar een ontwenningskliniek en wordt ook steeds agressiever. Ze vertelt hem dat ze niet meer kan meedoen en verantwoordelijk zijn aan zijn hallucinaties over de 'toekomst' en verlaat hem. Stilaan raakt Simone verwikkeld in een nieuwe liefdesrelatie met Peter Petrelli, de verzorger van haar palliatieve vader. Enkele dagen later overlijdt haar vader.
Simone is ook een belangrijke schakel in de zin: "save the cheerleader, save the world" (red de cheerleader, red de wereld). Doordat Peter stillaan geobsedeerd geraakt, begint Simone hem te geloven dat hij een verschil kan uitmaken en helpt hem om het reeds verkochte schilderij van de cheerleader terug te krijgen. Hierdoor is Peter in staat Claire Bennet te redden.
In de episode 'Unexpected', gaat Simone Isaac bezoeken, niet op de hoogte van het feit dat Isaac en Peter in een gevecht verwikkeld zijn. Terwijl Isaac op een onzichtbare Peter probeert te schieten, komt Simone binnen. Ze valt neer in Peter zijn armen en terwijl ze sterft opent haar hand met daarin de sleutel van Isaacs appartement.

## Simones vader
Doorheen het verhaal wordt er verondersteld dat de vader van Simone, Charles Deveaux, ook een gave heeft. Welke deze is, is moeilijk te voorspellen, maar hij was wel een belangrijke schakel in de ontwikkeling van Peters gave.